# Puiggariella aurifolia
Puiggariella aurifolia là một loài Rêu trong họ Hypnaceae. Loài này được (Mitt.) Broth. miêu tả khoa học đầu tiên năm 1908.